# Gilbert Fillion
Pour les articles homonymes, voir Fillion.
Gilbert Fillion, B.A. (né le 27 juillet 1940 à Sainte-Anne-de-Chicoutimi, Québec et mort à Québec le 27 mai 2007) est un homme politique canadien. 

## Biographie
Il fut député de la circonscription électorale de Chicoutimi de 1993 à 1997. Il fait partie du premier groupe de candidats du Bloc québécois élu à la Chambre des communes du Canada lors de l'élection fédérale de 1993, et fut donc membre de la 35e législature du Canada.
Il est vaincu par le candidat André Harvey du Parti progressiste-conservateur lors de l'élection de 1997 ; à la suite de sa défaite, il quitte la politique active.
Gilbert Fillion est le père de l'animateur de radio Jean-François Fillion.
Il fut nommé Commissaire de la Commission municipale du Québec où il a siégé plus de quatre ans et rendu près de 500 décisions. Il a parcouru le Québec comme commissaire accompagné généralement par Me Pierre Bernier, spécialiste des affaires du travail. Il était un spécialiste des affaires municipales, ayant siégé comme conseiller municipal de la ville de Chicoutimi pendant plus de 12 ans.
Professeur émérite de mathématiques de la Polyvalente Charles-Gravel, il fut directeur général du corps de cadets de cette institution, étant lui-même major du 22e régiment du Saguenay.